# 吉田綾乃クリスティー
吉田 綾乃クリスティー（よしだ あやのクリスティー、1995年〈平成7年〉9月6日 - ）は、日本のアイドル、女優であり、女性アイドルグループ乃木坂46のメンバーである。大分県大分市出身。乃木坂46合同会社所属。

## 略歴
1995年（平成7年）9月6日生まれ。中学校では卓球部に所属し、高校になるとアイドルのライブや握手会に通うためアルバイトを始める。18歳で大分を離れ、2年余り大阪で就職したのち、上京してからはアパレルショップでバイトを経験する。
2016年（平成28年）9月4日、『乃木坂46第3期生オーディション』に合格し、活動を開始。
2019年（令和元年）10月30日から上演された舞台『ゲームしませんか?』で人気女流棋士の宮西ミーコ役を演じた。
2020年（令和2年）6月6日に公開された映画『三大怪獣グルメ』でヒロインの星山奈々役を演じた。
2021年（令和3年）9月6日、26歳の誕生日を迎え、Instagramを開設した。
2022年（令和4年）3月4日から13日に上演される舞台『フルーツバスケット』で主人公・本田透役を演じることが発表された。
2023年（令和5年）10月6日から15日にかけて、続編となる舞台『フルーツバスケット 2nd season』が上演され、引き続き座長を務めた。
2024年（令和6年）4月10日に発売された乃木坂46の35thシングル『チャンスは平等』において、初めて表題曲を歌唱する選抜メンバーに選ばれた。

## 人物
愛称は、あやてぃー、あやちゃん。
名前は綾乃クリスティーだが、ハーフではない。名前の由来は家族がハワイに住もうと思っていたため、日本とハワイのどっちでも使えるようにと父が名付けた。

### 趣味
猫3匹を飼っている。それぞれにかるた（ペルシャ）、たおる（スコティッシュフォールド）、おうか（ラガマフィン）と名付けた。
趣味はゲームで、自宅にゲーミングパソコンがある。特にAPEX Legendsのプレイ時間は1,000時間を超える。
推しのVTuberはにじさんじの勇気ちひろ。同じくVTuberの渋谷ハルとチームを組んでえぺまつりにも出場した。
NMB48の吉田朱里のファンで、握手会にも顔を出し続けるほどだった。吉田朱里は「綾ちゃんはすっごい可愛い。アイドルになったほうがいい」とアイドルになるようにしつこく口説いていたことがある。

### 家族
弟がいる。実家に帰ると「弟と一緒にいることが多い」「（寝る時も）弟と一緒に寝てるし、普通に抱きついたりもする」といい、20数年それが普通で「くっつきたくなっちゃう」と話す。家族がライブに訪れた際も思わず弟を抱きしめたところ、周りにいたメンバーを驚かせたので、少し控えるようになったという。

### 乃木坂46
3期生かつグループの最年長メンバーではあるが、年下のメンバーからは「年上っぽくない」と言われるという。

## 作品

### シングル
乃木坂46
- 三番目の風（2017年3月22日、SRCL-9376/7） - EAN 4547366297553。
- 未来の答え（2017年8月9日、SRCL-9495/6） - EAN 4547366319194。
- 僕の衝動（2017年10月11日、SRCL-9578/9）  - EAN 4547366330359。
- 新しい世界（2018年4月25日、SRCL-9784/5） - EAN 4547366354157。
- トキトキメキメキ（2018年4月25日、SRCL-9788/9） - EAN 4547366354188。
- 三角の空き地（2018年8月8日、SRCL-9913/4） - EAN 4547366369465。
- 自分じゃない感じ（2018年8月8日、SRCL-9915/6） - EAN 4547366369472。
- 日常（2018年11月14日、SRCL-9976/7） - EAN 4547366382044。
- 滑走路（2019年5月29日、SRCL-11186/94） - EAN 4547366406672。
- 〜Do my best〜じゃ意味はない（2019年9月4日、SRCL-11266/7） - EAN 4547366418606。
- 毎日がBrand new day（2020年3月25日、SRCL-11464/5） - EAN 4547366444216。
- 世界中の隣人よ（2020年5月25日）[29]
- 口ほどにもないKISS（2021年1月27日、SRCL-11682/3） - EAN 4547366487251。
- 大人たちには指示されない（2021年6月9日、SRCL-11836/7） - EAN 4547366507270。
- 錆びたコンパス（2021年6月9日、SRCL-11842/3） - EAN 4547366507317。
- マシンガンレイン（2021年9月22日、SRCL-11880/1） - EAN 4547366522303。
- 他人のそら似（2021年9月22日、SRCL-11888） - EAN 4547366522334。
- 届かなくたって…（2022年3月23日、SRCL-12104/5） - EAN 4547366549072。
- Under's Love（2022年8月31日、SRCL-12210/8） - EAN 4547366571950。
- 僕が手を叩く方へ（2022年8月31日、SRCL-12210/1） - EAN 4547366571950。
- 悪い成分（2022年12月7日、SRCL-12330/8） - EAN 4547366590166。
- 僕たちのサヨナラ（2023年3月29日、SRCL-12480/8） - EAN 4547366607307。
- さざ波は戻らない（2023年3月29日、SRCL-12486/7） - EAN 4547366607338。
- 踏んでしまった（2023年8月23日、SRCL-12620/8） - EAN 4547366626612。
- 思い出が止まらなくなる（2023年12月6日、SRCL-12630/8） - EAN 4547366650990。
- チャンスは平等（2024年4月10日、SRCL-12850/8） - EAN 4547366669053。
- 落とし物（2024年8月21日、SRCL-12950/1） - EAN 4547366693973。
- それまでの猶予（2024年12月18日、SRCL-13078） - EAN 4547366716610。
- 懐かしさの先（2025年2月3日）
- 交感神経優位（2025年3月26日、SRCL-13220/1） - EAN 4547366731125。
- 不道徳な夏（2025年7月30日、SRCL-13374/5） - EAN 4547366755992。
- 君と猫（2025年7月30日、SRCL-13378） - EAN 4547366756005。

### アルバム
乃木坂46
- 生まれてから初めて見た夢（2017年5月24日、SRCL-9437/44） - EAN 4547366307825。
- 今が思い出になるまで（2019年4月17日、SRCL-11140/7） - EAN 4547366401325。
- Time flies（2021年12月15日、SRCL-12020/30） - EAN 4547366534184。

### 映像作品
- NOGIBINGO!8（2018年3月16日） - EAN 4988021146821。
- 乃木坂46 5th YEAR BIRTHDAY LIVE 2017.2.20-22 SAITAMA SUPER ARENA（2018年3月28日） - EAN 4547366344523。
- 乃木坂46 真夏の全国ツアー2017 FINAL! IN TOKYO DOME（2018年7月11日） - EAN 4547366363999。
- NOGIBINGO!9（2018年10月19日） - EAN 4988021147392。
- 乃木坂46 6th YEAR BIRTHDAY LIVE 2018.07.06-08 JINGU STADIUM&CHICHIBUNOMIYA RUGBY STADIUM（2019年7月3日） - EAN 4547366411270。
- ドラマ「ザンビ」（2019年8月2日） - EAN 4988021148474。
- ナナマル サンバツ THE QUIZ STAGE ROUND 2（2019年9月11日）
- いつのまにか、ここにいる Documentary of 乃木坂46（2019年12月25日） - EAN 4988104123695。
- 乃木坂46 7th YEAR BIRTHDAY LIVE 2019.2.21-24 KYOCERA DOME OSAKA（2020年2月5日） - EAN 4547366438956。
- 三大怪獣グルメ（2020年10月23日） - EAN 4985914612999。
- 乃木坂46 8th YEAR BIRTHDAY LIVE 2020.2.21-24 NAGOYA DOME（2020年12月23日） - EAN 4547366482812。
- NOGIZAKA46 Mai Shiraishi Graduation Concert 〜Always beside you〜（2021年3月10日） - EAN 4547366491104。
- ノギザカスキッツACT2 第1巻（2021年7月30日） - EAN 4988021718608, EAN 4988021140829。
- ノギザカスキッツACT2 第2巻（2021年10月22日） - EAN 4988021718615, EAN 4988021140836。
- 乃木坂46 9th YEAR BIRTHDAY LIVE 5DAYS（2022年6月8日） - EAN 4547366541441, EAN 4547366541465。
- 乃木坂スター誕生!2 第1巻（2022年7月22日） - EAN 4988021718974, EAN 4988021141550。
- フルーツバスケット（2022年7月22日） - EAN 4580055357657。
- 乃木坂スター誕生!2 第2巻（2022年10月28日） - EAN 4988021718981, EAN 4988021141567。
- 乃木坂46 真夏の全国ツアー2021 FINAL! IN TOKYO DOME（2022年11月16日） - EAN 4547366576009, EAN 4547366576016。
- 乃木坂46 10th YEAR BIRTHDAY LIVE（2023年2月22日） - EAN 4547366594324, EAN 4547366594447。
- さ〜ゆ〜Ready?さゆりんご軍団ライブ/松村沙友理 卒業コンサート（2023年4月26日）[30]
- 生田絵梨花 卒業コンサート（2023年4月26日）[30]
- NOGIZAKA46 ASUKA SAITO GRADUATION CONCERT（2023年10月25日） - EAN 4547366631012, EAN 4547366631098。
- 乃木坂46 11th YEAR BIRTHDAY LIVE 5DAYS（2024年2月21日） - EAN 4547366660128, EAN 4547366660135。
- MIZUKI YAMASHITA GRADUATION CONCERT（2024年10月2日） - EAN 4547366701180, EAN 4547366701227。
- 乃木坂46 12th YEAR BIRTHDAY LIVE（2025年2月12日） - EAN 4547366722253。

## 出演

### テレビドラマ
- ザンビ（2019年1月24日 - 3月28日、日本テレビ）本多恭子 役[31]

### バラエティ
- 東京パソコンクラブ
  - 〜プログラミング女子のゼロからゲーム作り〜（2022年4月16日 - 2025年3月22日、BSテレ東）[32]
  - 〜女子だけのゲーム秘密組織〜（2025年4月5日 - 、テレビ東京[注 3]）[33]
- 無料夜行バス、乗ってみませんか?〜地方発東京行き・夢の往復切符〜（2023年7月31日 - 8月14日、テレビ東京）[34]
- ゲーム真面目さん（2023年8月10日 - 9月14日、テレビ東京）[35]

### 舞台
- ナナマル サンバツ THE QUIZ STAGE ROUND 2（2019年5月3日 - 8日、三越劇場）苑原千明 役[36]
- ゲームしませんか?（2019年10月30日 - 11月4日、スペース・ゼロ）宮西ミーコ 役[7]
- フルーツバスケット 主演・本田透 役
  - フルーツバスケット（2022年3月4日 - 13日、日本橋三井ホール）[37][13]
  - フルーツバスケット 2nd season（2023年10月6日 - 15日、大手町三井ホール）[38]
  - フルーツバスケット The Final（2024年10月18日 - 27日、ヒューリックホール東京）[39][40]
- 音楽朗読劇「四月は君の嘘」（2023年3月27日、飛行船シアター）宮園かをり 役[41]

### 映画
- 三大怪獣グルメ（2020年6月6日、パル企画）ヒロイン・星山奈々 役[42][注 4]